# Curtiss SO3C Seamew

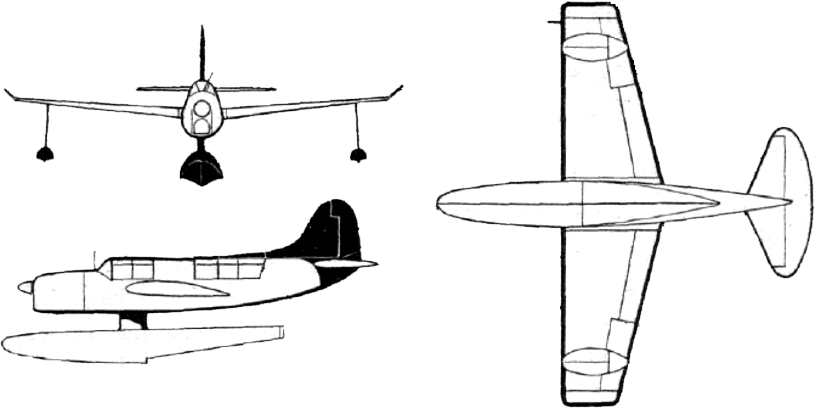
Схематичне зображення літака «Кертіс» SO3C «Сім'ю»

«Кертіс» SO3C «Сім'ю» (англ. Curtiss SO3C Seamew) — американський одномоторний поплавковий гідролітак спостереження виробництва компанії Curtiss-Wright, що перебував на озброєнні ВМС США. Літак розроблявся на заміну SOC «Сігал», стандартного гідролітака-розвідника ВМС США. Curtiss назвав SO3C Seamew, але в 1941 році ВМС США почали називати його «Сігал», так само, як і літак, який він замінив (Curtiss SOC був біпланом), що викликало певну плутанину. Британський Королівський флот зберіг назву «Кертіс Сім'ю» для замовлених ними SO3C. Однією з головних вимог до конструкції ВМС США було те, що замінник SOC «Сігал» мав бути здатним працювати як з кораблів з одним центральним поплавком, так і з наземних баз із заміною поплавка на колісне шасі.

## Опис
З моменту введення в експлуатацію SO3C мав два серйозні недоліки: проблеми зі стійкістю в польоті та проблеми з унікальним рядним двигуном Ranger з повітряним охолодженням. Проблему стійкості було здебільшого вирішено впровадженням загнутих вгору законців крил та більшої задньої хвостової поверхні, яка виступала над кабіною заднього спостерігача. Додаткова хвостова поверхня була прикріплена до розсувного ліхтаря кабіни заднього спостерігача, втім пілоти стверджували, що проблеми зі стійкістю все ще існували, коли кабіна була відкритою; кабіна часто була відкритою, оскільки основною роллю літака було спостереження. Хоча проблема стійкості в польоті зрештою була вирішена (хоча й не повністю), двигун Ranger XV-770 виявився жахливим провалом навіть після багатьох спроб модифікацій. Погані льотні характеристики та поганий послужний список технічного обслуговування призвели до того, що SO3C був виведений з озброєння підрозділів першої лінії ВМС США до 1944 року. Старіший біплан SOC був взятий з навчальних підрозділів США та відновлений на службі першої лінії на багатьох військових кораблях ВМС США, де діяв до кінця Другої світової війни.

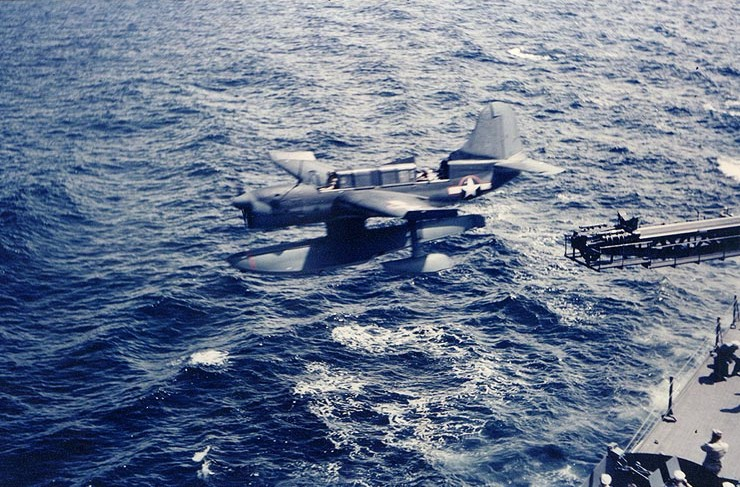
SO3C «Сім'ю» запускається катапультою з легкого крейсера «Білоксі». Жовтень 1943

## Історія служби
У листопаді 1942 року розпочали поставки серійних SO3C-1 у стройові частини авіації ВМС США. Вони надходили на укомплектування «крейсерських» розвідувальних ескадрилей і в першу чергу призначалися для нових крейсерів типу «Клівленд». Крім головного корабля в серії, «Сім'ю» отримали «Коламбіа», «Монпелье», «Денвер» і ще кілька крейсерів цього типу. Крім цього, SO3C отримали важкі крейсери «Честер», «Балтімор», «Бостон» і «Чикаго», легкі «Бойзе» та «Гонолулу» (типу «Бруклін»). Кілька гідропланів надали в ролі літаків зв'язку на плавбази гідролітаків «Кертіс», «Танжер» та «Абсекон». Два літаки SO3C-1, приписані до крейсера «Денвер», в дослідному порядку були оснащені РЛС.
Деяку кількість літаків версії SO3C-1 з фіксованим шасі було замовлено за умовами ленд-лізу Повітряними силами британських Королівських ВМС. На озброєнні Королівського флоту SO3C отримав позначення «Сім'ю», яке знову було використано в 1950-х роках для Short Seamew. Екіпажі прозвали літак «морська корова».

## Основні модифікації
- XSO3C-1 — прототип літака, спочатку побудований як сухопутний літак, а пізніше модифікований як гідролітак. 1 екземпляр.
- SO3C-1 — перший серійний зразок. Побудований 141 літак.
- SO3C-1K — варіант SO3C-1, модифіковані як безпілотні літаки-мішені, деякі з них були передані Королівському флоту під назвою Queen Seamew I.
- SO3C-2 — Подібний до SO3C-1, але з аерофінішером, варіант сухопутного літака міг бути оснащений підфюзеляжним бомботримачем, побудовано 200 штук
- SO3C-2C — варіант SO3C-2 за ленд-лізом з покращеним радіо устаткуванням та 24-вольтовою електричною системою, для Королівського флоту як Seamew I, замовлено 259 одиниць, але побудовано лише близько 59.
- SO3C-3 — варіант зі зменшеною вагою, детальними покращеннями та видаленою можливістю керування катапультою, побудовано 39 екземплярів, ще 659 скасовано.
- SO3C-4 — проєкт варіанту SO3C-3 з аерофінішерним гаком та можливістю катапультування. Не будувався.
- SO3C-4B — проєкт варіанту SO3C-4, розроблений для постачання за ленд-лізом Королівському флоту під назвою Seamew II. Не будувався.

## Країни-оператори
- США
  -  ВМС США
- Велика Британія
  -  Повітряні сили флоту Великої Британії — за програмою ленд-лізу

## Літаки, схожі за призначенням, ТТХ та епохою застосування
| - Fairey Seafox - CANT Z.505 - CANT Z.506 Airone - IMAM Ro.43 - Fokker T.III | - Fokker C.XI-W - Fokker C.XIV - Arado Ar 196 - Heinkel He 59 - Curtiss SC Seahawk | - Curtiss SOC Seagull - Grumman J2F Duck - Vought OS2U Kingfisher - Vought O5U - Latécoère 298 | - Lioré et Olivier LeO H-43 - Aichi E13A - Mitsubishi F1M - Nakajima E8N - Watanabe E9W |